# Narraga stalachtaria
Narraga stalachtaria là một loài bướm đêm trong họ Geometridae.